# 日迪
日迪（法語：Gidy，法語發音：[ʒidi]）是法国卢瓦雷省的一个市镇，属于奥尔良区。

## 地理
日迪（47°59'13"N, 1°50'12"E）面积23.91 平方千米，位于法国中央-卢瓦尔河谷大区卢瓦雷省，该省份为法国中北部省份，北起埃松省，西北接厄尔-卢瓦省，西南接卢瓦-谢尔省，南至涅夫勒省和谢尔省，东临约讷省，东北接塞纳-马恩省。
与日迪接壤的市镇（或旧市镇、城区）包括：于埃特尔、布莱莱巴尔、布里西、塞尔科特、舍维伊、奥尔姆、萨朗。

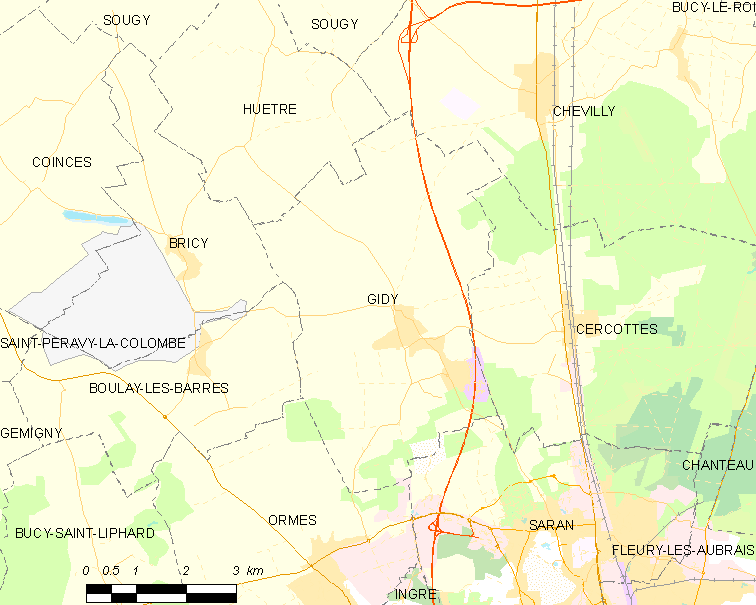
日迪的OSM定位图

日迪的时区为UTC+01:00、UTC+02:00（夏令时）。

## 行政
日迪的邮政编码为45520，INSEE市镇编码为45154。

## 政治
日迪所属的省级选区为卢瓦尔河畔默恩县。

## 人口

1962-2008年间日迪人口变化图示

日迪于2022年1月1日时的人口数量为2015人。